# Anjerdag

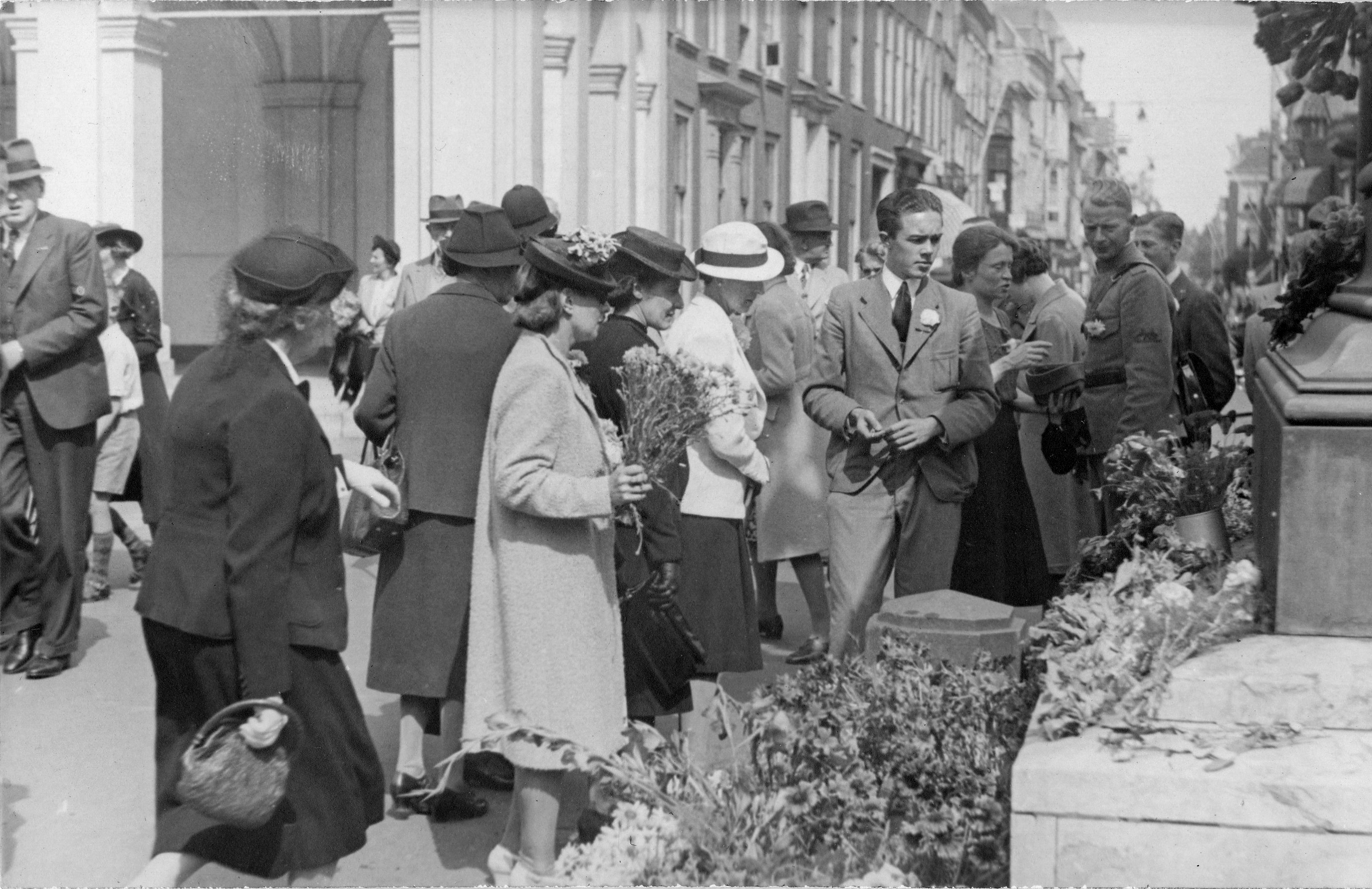
Anjerdag op 29 juni 1940, bij paleis Noordeinde, Den Haag. Als daad van verzet leggen burgers bloemen bij het standbeeld van Willem de Zwijger

Anjerdag is de aanduiding voor 29 juni 1940, de eerste verjaardag van een lid van het koninklijk huis na de inval van de Duitse troepen in Nederland op 10 mei van dat jaar. De jarige was prins Bernhard. Door op deze dag een anjer in het knoopsgat te dragen - het handelsmerk van de prins - lieten Nederlanders openlijk hun onvrede blijken over de Duitse bezetting tijdens de Tweede Wereldoorlog. In een aantal steden vonden georganiseerde bijeenkomsten plaats, zoals in Den Haag, waar op paleis Noordeinde het felicitatieregister kon worden getekend.

## Reactie van de bezetter
De grootschaligheid van het vertoon van burgerlijke ongehoorzaamheid, in tientallen gevallen ondersteund door lokale overheden, kwam voor de bezetter onverwacht en was aanleiding tot het nemen van strafmaatregelen. Zo werd burgemeester De Monchy van Den Haag op staande voet ontslagen, en werd generaal Winkelman, opperbevelhebber van de Nederlandse strijdkrachten, die het felicitatieregister op Paleis Noordeinde was komen tekenen, als krijgsgevangene naar Duitsland afgevoerd. Verder moest de beeltenis van Prins Bernhard uit overheidsgebouwen verdwijnen, en mochten de namen van leden van het Koninklijk Huis niet meer in de krant worden genoemd en werd de verkoop van anjers en vergeet-mij-nietjes rond verjaardagen van leden van het Koninklijk Huis verboden. Ook werd Anjerdag door de bezetter aangegrepen om de eerste anti-Joodse maatregelen door te voeren.
De maatregelen sorteerden effect: bij de volgende koninklijke feestdag, de eerste verjaardag van prinses Irene op 5 augustus, was er van ondersteuning van burgerlijke ongehoorzaamheden door lokale overheden geen sprake meer. Alleen in Meppel liet de burgemeester de lang vooraf geplande verjaardagsvieringen in het Wilhelminapark doorgaan. Burgemeester Mackay werd daarop door rijkscommissaris Seyss-Inquart ontslagen en naar concentratiekamp Buchenwald afgevoerd.
Daarna, zoals op de verjaardag van koningin Wilhelmina op 31 augustus, vond het vieren van de verjaardag van een lid van het Koninklijk Huis alleen nog plaats als burgerlijke ongehoorzaamheid. Ook tegen deze ongeorganiseerde uitingen trad de Duitse bezetter hard op.

## Reactie van Anton Mussert in Volk en Vaderland
Anton Mussert schreef in Volk en Vaderland: Terwijl uit Engeland de verblijfplaats van deze man (Prins Bernhard) de Engelse bommenwerpers opstijgen om dood en verderf te zaaien in ons volk, tooit het geestelijk rapaille zich met witte anjers ter ere van Prins Bernhard om zo hun Vaderlands liefde te tonen. Het is ontzettend, het is walgelijk. (Volk en Vaderland 5 juli 1940) In hetzelfde artikel:  Ik heb de overtuiging dat de kwekers van witte anjers verstandig zullen doen, niet te rekenen op grote afzet tegen de tijd dat het volgende jaar de maand juli in zicht komt. (Volk en Vaderland 5 juli 1940)

## Na de oorlog
Na de bevrijding in 1945 is de anjer algemeen bekend geworden als symbool voor prins Bernhard. De anjer is nog steeds het beeldmerk van Het Cultuurfonds, tot 7 november 2023 bekend als het Prins Bernhard Cultuurfonds.
Tussen prins Bernhard en de veteranen ontstond een bijzondere band. Sinds 2005 vindt op of rond 29 juni de Nederlandse Veteranendag plaats, een eerbetoon aan alle Nederlandse militairen die zich in en na de Tweede Wereldoorlog hebben ingezet voor vrede. Tot en met 2004 waren de feestelijkheden rond de Nederlandse veteranen geconcentreerd rond de viering van Bevrijdingsdag op 5 mei. In Wageningen vond op die dag een defilé plaats in het bijzijn van prins Bernhard.

### Anjerveteranendag
De Stichting Anjerveteranendag introduceerde in 2007 de 'Witte Anjer', een symbool van erkenning en waardering voor veteranen. Het initiatief kwam van vier Libanon-veteranen (Fred GM Janssen, Erik Kuiper, Jens van de Vorm en Peter Reijn). In 2010 maakte de witte anjer, Witte Anjer Perk, bij meer dan 180 gemeenten deel uit van de herdenking. In 2018 droeg de stichting al haar activiteiten over aan het Nationaal Comité Veteranendag.

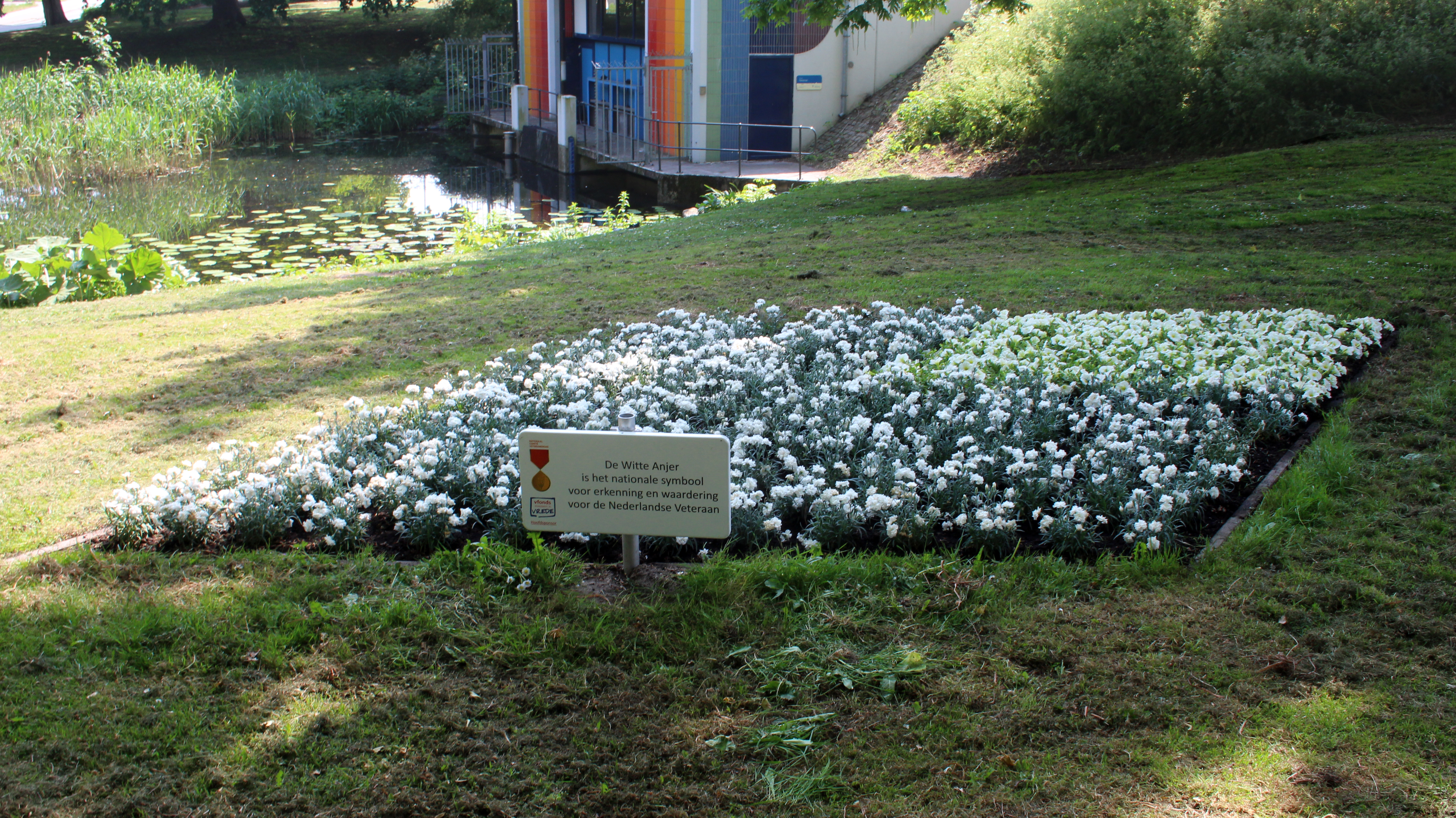
Witte Anjer Perk, Gouda
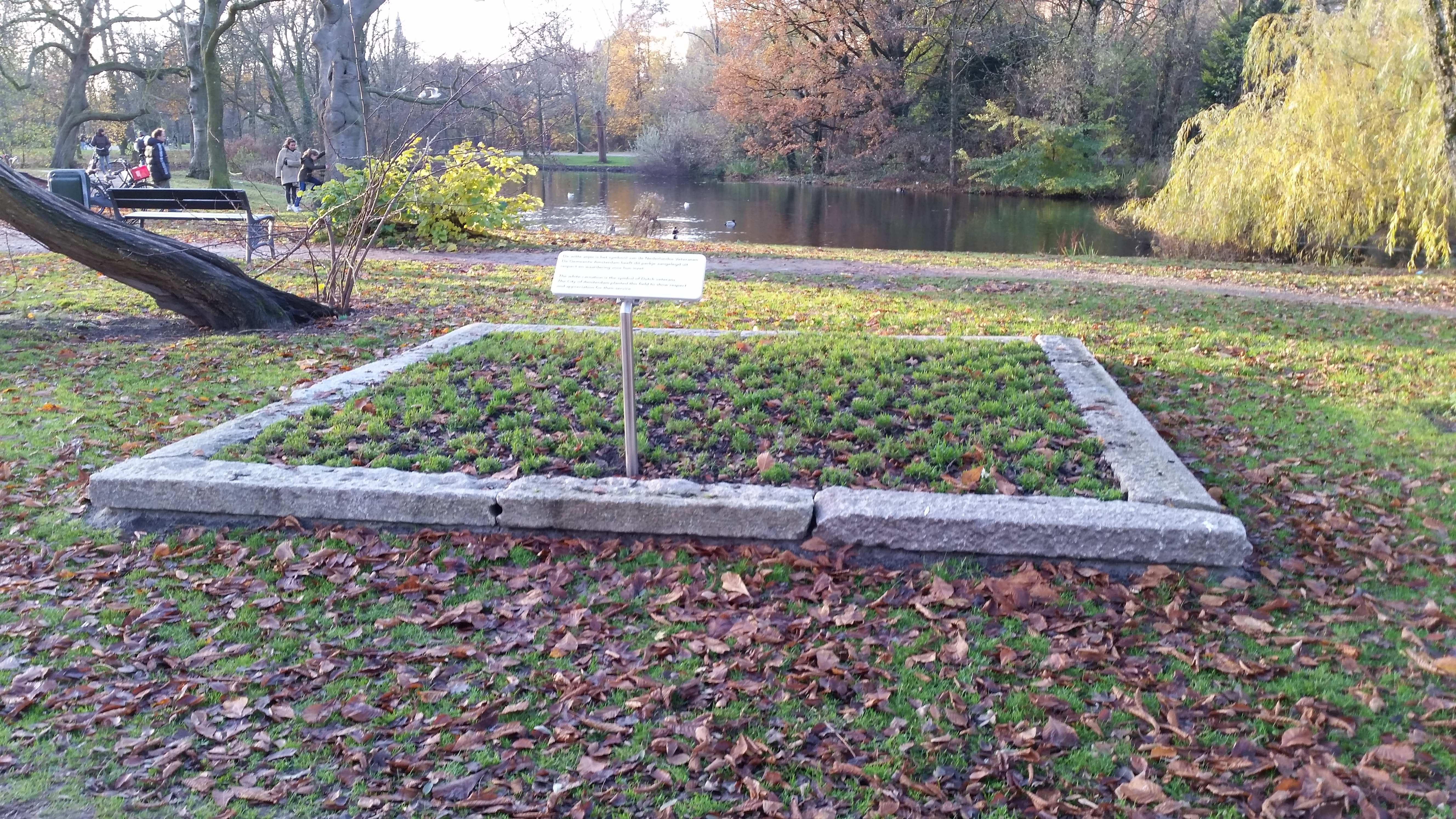
Anjerperk Vondelpark
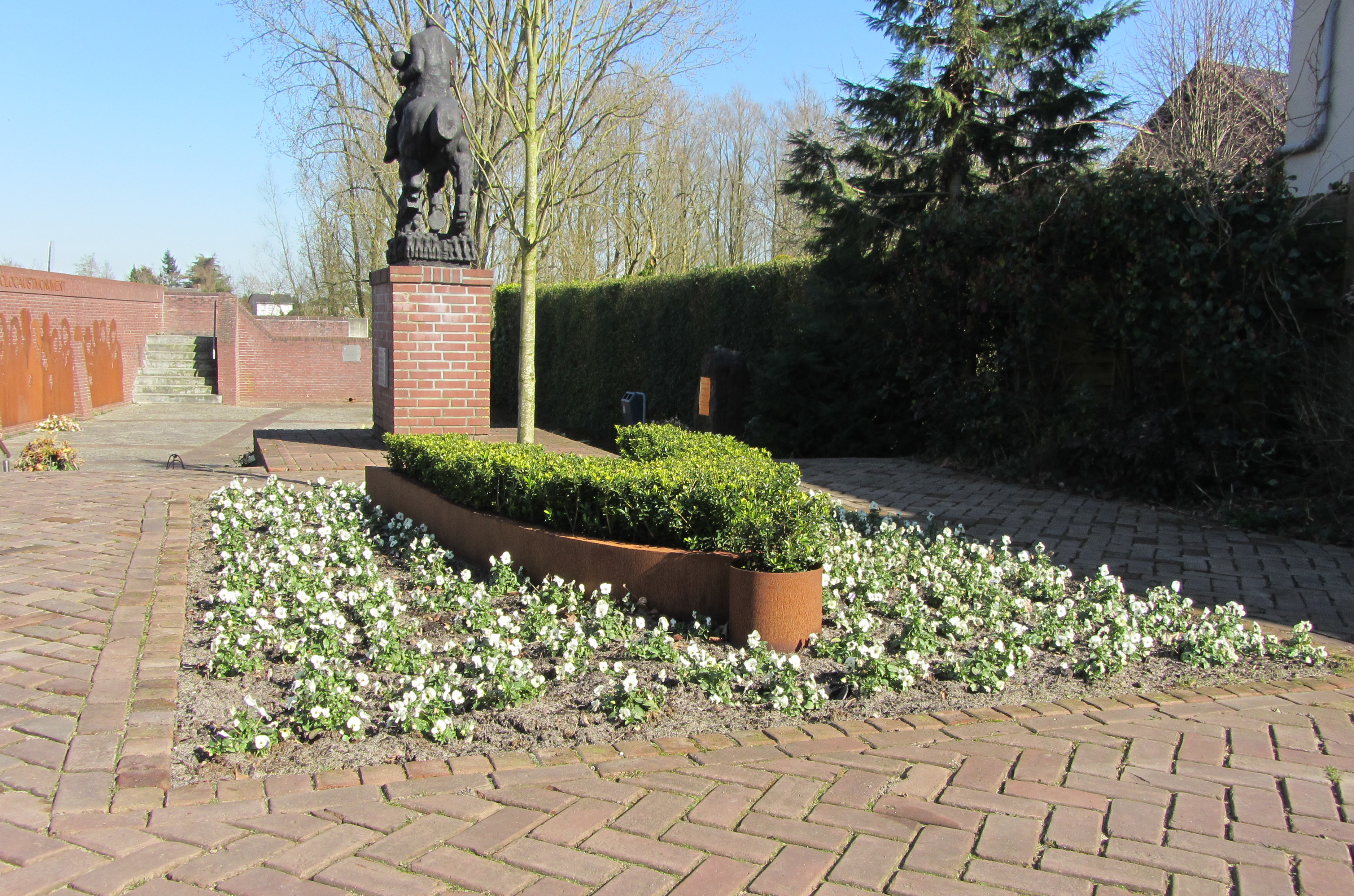
Veteranenlogo en Anjerperk (Gennep)
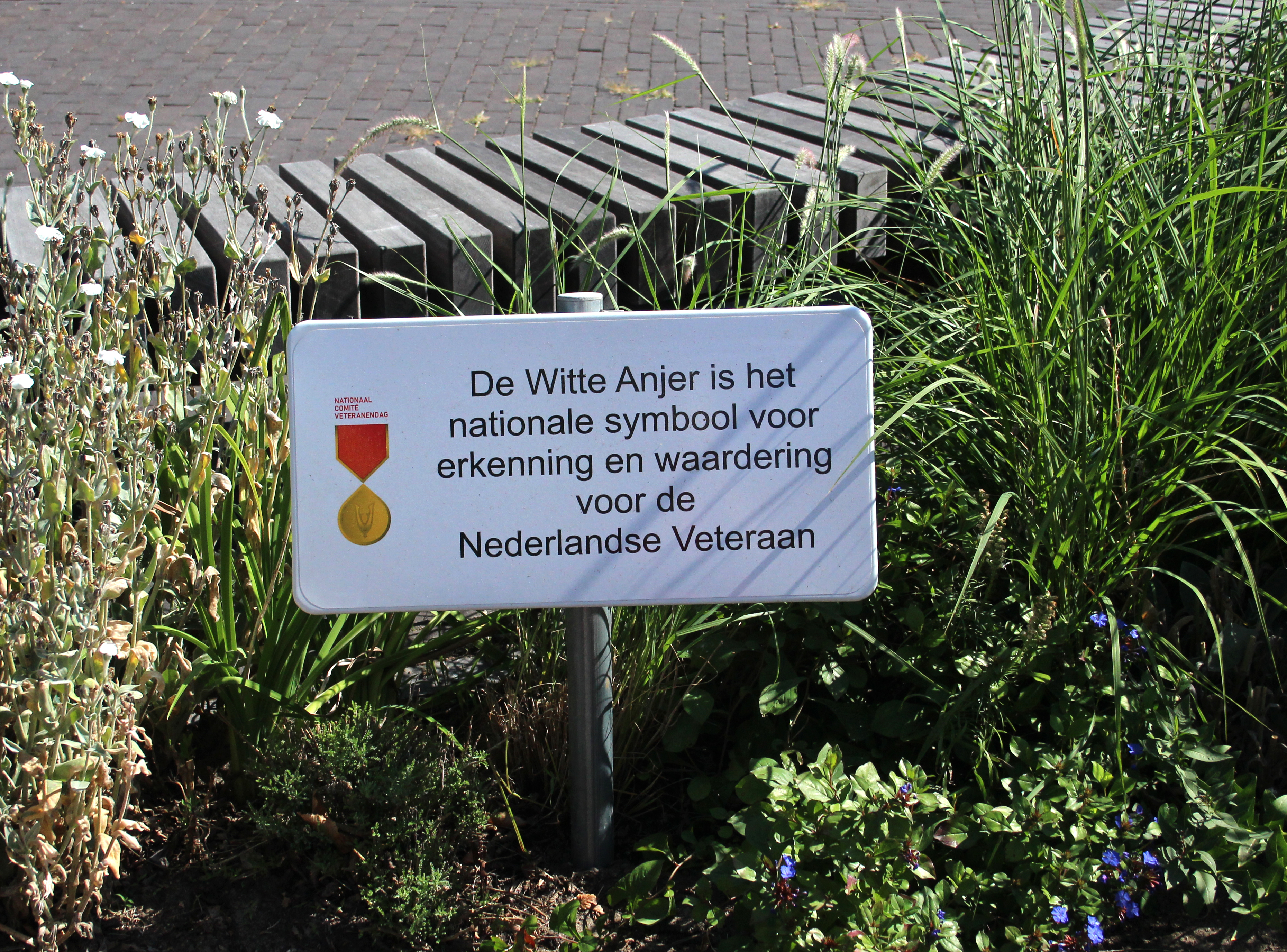
Witte Anjer Perk Hardinxveld-Giessendam